# واسط (شبوة)
واسط هي إحدى قرى الجمهورية اليمنية. تتبع جغرافيا لمحافظة شبوة و إداريًا لمديرية مرخة السفلى. يبلغ تعداد سكانها 1580 نسمة حسب الإحصاء الذي أجري عام 2004.